# Okres Pardubice
Pardubice (Duits: Pardubitz) is een district (Tsjechisch: Okres) in de Tsjechische regio Pardubice en heeft als hoofdstad Pardubice. Het district bestaat uit 112 gemeenten (Tsjechisch: Obec).
Tot 1 januari 2007 hoorden de gemeenten Radhošť en Týnišťko ook bij deze okres; sindsdien horen ze bij de okres Ústí nad Orlicí.

## Lijst van gemeenten
Dit zijn de obce (gemeenten) van de okres Pardubice. De vetgedrukte plaatsen hebben stadsrechten; de cursieve plaatsen niet (zie: vlek).
Barchov - Bezděkov - Borek - Brloh - Břehy - Bukovina nad Labem - Bukovina u Přelouče - Bukovka - Býšť - Časy - Čeperka - Čepí - Černá u Bohdanče - Dašice - Dolany - Dolní Roveň - Dolní Ředice - Dříteč - Dubany - Hlavečník - Holice - Holotín - Honbice - Horní Jelení - Horní Ředice - Hrobice - Choltice - Choteč - Chrtníky - Chvaletice - Chvojenec - Chýšť - Jankovice - Jaroslav - Jedousov - Jeníkovice - Jezbořice - Kasalice - Kladruby nad Labem - Kojice - Kostěnice - Křičeň - Kunětice - Labské Chrčice - Lány u Dašic - Lázně Bohdaneč - Libišany - Lipoltice - Litošice - Malé Výkleky - Mikulovice - Mokošín - Morašice - Moravany - Němčice - Neratov - Opatovice nad Labem - Ostřešany - Ostřetín - Pardubice - Plch - Poběžovice u Holic - Poběžovice u Přelouče - Podůlšany - Pravy - Přelouč - Přelovice - Přepychy - Ráby - Rohovládova Bělá - Rohoznice - Rokytno - Rybitví - Řečany nad Labem - Selmice - Semín - Sezemice - Slepotice - Sopřeč - Sovolusky - Spojil - Srch - Srnojedy - Staré Hradiště - Staré Jesenčany - Staré Ždánice - Starý Mateřov - Stéblová - Stojice - Strašov - Svinčany - Svojšice - Tetov - Trnávka - Trusnov - Třebosice - Turkovice - Uhersko - Úhřetická Lhota - Újezd u Přelouče - Újezd u Sezemic - Urbanice - Valy - Vápno - Veliny - Veselí - Vlčí Habřina - Voleč - Vysoké Chvojno - Vyšehněvice - Zdechovice - Žáravice - Živanice
Chrudim · Pardubice · Svitavy · Ústí nad Orlicí